# ロス・インゴベルナブレス・デ・ハポン
ロス・インゴベルナブレス・デ・ハポン（スペイン語: Los Ingobernables de Japón）は、主に新日本プロレスにて活動していたプロレスラーのユニット。略称はL・I・J（エル・アイ・ジェイ）、ロスインゴなど。Los Ingobernablesはスペイン語で『制御不能な奴ら』、de Japónは『日本の』の意味。2025年までは反体制派のユニットとして活動していた。

## 概要

### 設立の経緯
2015年11月21日に発足。結成当初のオリジナルメンバーは内藤哲也、EVIL、BUSHI。
同年5月、メキシコのプロレス団体であるCMLLに参戦した内藤は同団体の所属選手で旧知の間柄であるラ・ソンブラよりロス・インゴベルナブレス（Los Ingobernables）への勧誘を受けて加入する。6月24日より新日本プロレスへ凱旋した内藤は、シリーズ開幕から本隊と共闘しながらもチームとして機能させず不穏な行動が目立つようになり、28日、Road to DOMINION後楽園ホール大会にて行われた試合後のバックステージにてそれまで所属していた本隊から離脱を示唆するコメントを残した。
10月12日、KING OF PRO-WRESTLINGにて東京ドーム・IWGPヘビー級王座挑戦権利書争奪戦と銘打たれた試合で内藤は、権利証保持者の棚橋弘至と対戦した。内藤は入場時に自身の『パレハ』（スペイン語で『相棒』の意）としてEVILを帯同させ、試合終盤にレフェリー不在の状況を作り出してEVILと共に棚橋を襲撃したが、棚橋の救援に駆け付けた柴田勝頼、後藤洋央紀の2人によって返り討ちに遭ってしまい、最後は棚橋から敗戦した。
11月、新日本プロレスが主催するタッグリーグ戦、WORLD TAG LEAGUEに内藤 & EVILのタッグで出場。21日開幕戦の後楽園大会にて長期欠場中のBUSHIが内藤組のセコンドとして登場し結託を交わした。翌22日、本家との差別化を図るためユニット名に『デ・ハポン』（de Japón）を付け加え、同ユニットとして本格的な活動を宣言した。

### ユニットの特徴
本家となるロス・インゴベルナブレス同様、ベビーフェイスでもヒールでもない一線を引いたユニットと称しているが、結成当初はメンバーによる乱入、椅子を使った凶器攻撃などヒール寄りのファイトスタイルが定着していた。
しかし、そうしたヒール寄りのファイトスタイルは着々と消え去っていき、内藤を中心にムーブメントを起こしたり、独特な試合展開を見せたりと新日本ファンの人気は急増した。
以降、ベビーフェイスである本隊・CHAOSと度々覇権を争い、白熱した好勝負を見せることが多い。さらに、ヒールユニットであるBULLET CLUBとの抗争の際には積極的にファンから声援を送られるなど、現在ではベビーフェイス色のユニットとなっている。

## 略歴

### 2015年
- 12月6日、WORLD TAG LEAGUE（以下「WTL」と表記）公式戦にて後藤&柴田組と対戦。最後は内藤が後藤から勝利を収めBブロックを1位で通過し、決勝戦に進出した。
- 12月9日、WTL優勝決定戦にて、G・B・H（真壁刀義 & 本間朋晃）と対戦したが、EVILが本間からピンフォール負けを喫して準優勝に終わった。
- 12月19日、Road to TOKYO DOME後楽園ホール大会にて、BUSHIがCMLL世界ウェルター級王座を保持するマスカラ・ドラダと対戦。エムエックスでピンフォール勝ちを収め、第30代王者に戴冠した。

### 2016年
- 1月22日、FANTASTICA MANIA 2016後楽園大会にてBUSHIがCMLLウェルター級王座の初防衛戦としてドラダと再戦。ドラダスクリュードライバーでピンフォール負けを喫して王座から陥落した。
- 2月14日、THE NEW BEGINNING in NIIGATAにて、BUSHIがIWGPジュニアヘビー級王座を保持するKUSHIDAと対戦。ホバーボードロックでギブアップ負けを喫して、王座奪取とはならなかった。
- 2月20日、HONOR RISING:JAPAN 2016後楽園大会にて、メインイベントで行われたROH世界選手権試合、ジェイ・リーサル vs 本間朋晃戦にL・I・Jが乱入。リーサルの勝利をアシストすると、試合後に内藤がリーサルを『アミーゴ』（スペイン語で『友達』の意味）と紹介し、共闘をアピールした。
- 3月3日、NEW JAPAN CUP（以下「NJC」と表記）に内藤、EVILが出場。一回戦で内藤がYOSHI-HASHIから勝利を収めたが、EVILが石井智宏に敗北を喫した。
- 3月12日、NJC優勝決定戦にて内藤が後藤と対戦。デスティーノでピンフォール勝ちを収めて優勝する。試合後にIWGPヘビー級王座へ挑戦することを宣言した。
- 3月20日、Road to INVASION ATTACK 2016尼崎市記念公園総合体育館大会にてEVILがROH世界TV王座を保持する石井と対戦。石井の垂直落下式ブレーンバスターでピンフォール負けを喫し王座奪取はならなかった。

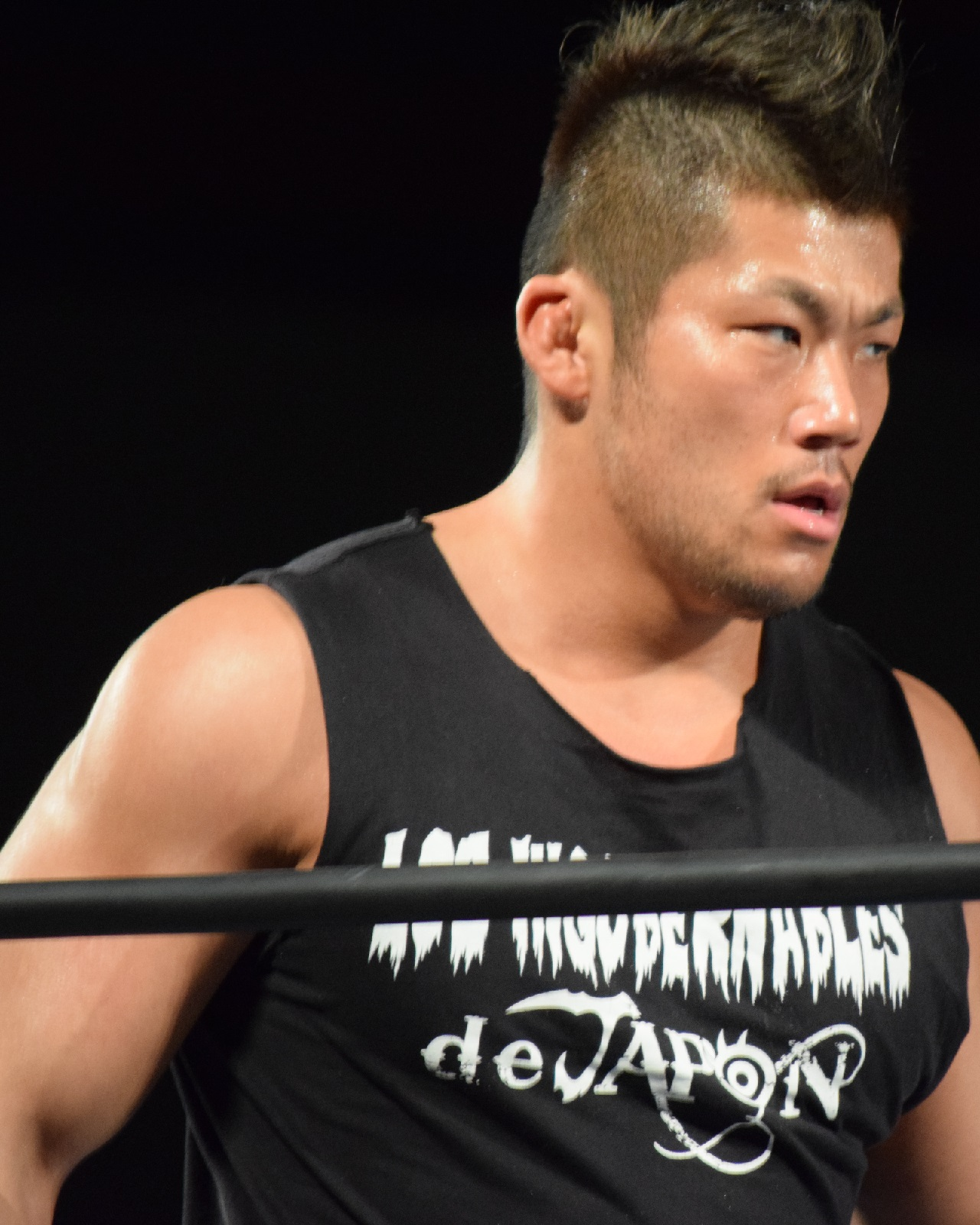
2016年4月10日に加入したSANADA

- 4月10日、INVASION ATTACK 2016にて、内藤がIWGPヘビー級王座を保持するオカダ・カズチカと対戦。試合終盤にリングに現れたSANADAのアシストを経て、最後はデスティーノでピンフォール勝ちを収めて第64代王者に戴冠。同時にSANADAがL・I・J入りを果たし、この日を境にCHAOSと抗争を開始する。
- 5月3日、レスリングどんたく 2016にて、CHAOSとのシングル3番勝負が行われ、EVILが後藤から勝利を収め、SANADAがオカダから敗北を喫する。メインにて内藤がIWGP王座の初防衛戦として石井と対戦し、デスティーノでピンフォール勝ちを収めて、同王座の初防衛に成功した。
- 5月21日、BEST OF THE SUPER Jr.にBUSHIが出場。予選落ちに終わったが、公式リーグ最終戦にてKUSHIDAから勝利を収め、IWGPジュニア王座へ再挑戦することをアピールした。
- 6月19日、DOMINION 6.19 in OSAKA-JO HALLにて内藤がIWGP王座の2度目の防衛戦としてオカダと対戦。オカダのレインメーカーでピンフォール負けを喫して王座から陥落した。
- 7月、G1 CLIMAXに内藤、SANADA、EVILが出場。三人共に予選落ちに終わる。
- 8月20日、ROHのTV収録にて、リーサル & 内藤 & EVIL vs BULLET CLUB（アダム・コール & ハングマン・ペイジ & 高橋裕二郎）の試合中、内藤 & EVILがリーサルを見捨てて試合を放棄。リーサルが追放となった。
- 9月17日、DESTRUCTION in TOKYOにて、BUSHIがIWGPジュニア王座を保持するKUSHIDAと対戦。エムエックスでピンフォール勝ちを収めて、第74代王者に戴冠した。
- 9月25日、DESTRUCTION in KOBEにて、内藤がIWGPインターコンチネンタル王座（以下「IC王座」と表記）を保持するマイケル・エルガンと対戦。デスティーノでエルガンからピンフォール勝ちを収めて、第15代王者に戴冠した。
- 11月5日、POWER STRUGGLEにて、BUSHIがIWGPジュニア王座の初防衛戦としてKUSHIDAと対戦しホバーボードロックでギブアップ負けを喫して王座から陥落。EVILがNEVER無差別級王座を保持する柴田と対戦し、EVILでピンフォール勝ちを収めて第13代王者に戴冠する。内藤がIC王座の初防衛戦としてジェイ・リーサルと対戦し、デスティーノでピンフォール勝ちを収めて同王座の初防衛に成功した。
- 11月15日、WRESTLING WORLD 2016 IN SINGAPOREにてEVILがNEVER王座の初防衛戦として柴田と対戦。柴田のPKでピンフォール負けを喫して王座から陥落した。
- 11月、WTL2016に内藤 & ルーシュ、SANADA & EVILが出場。二組共に予選落ちに終わった。
- 12月10日、WTL2016最終戦にて、内藤 & ルーシュ vs 棚橋 & KUSHIDA戦の試合終盤に髙橋ヒロムがリングに乱入してKUSHIDAを襲撃し、L・I・Jの勝利をアシストした。ヒロムは試合後に内藤と拳を付き合わせてL・I・Jに加入を果たした。

### 2017年
- 1月4日、内藤が棚橋を相手にIWGPインターコンチネンタル王座戦を行い防衛に成功。
ヒロムがKUSHIDAの保持するIWGPジュニアヘビー級王座戦を行い勝利。第76代IWGPジュニアヘビー級王者となった。
SANADA&EVIL&BUSHI組が4チームのガントレットマッチを制しNEVER無差別級6人タッグ王座を獲得。第9代王者となった。
- 1月5日、SANADA&EVIL&BUSHI組が棚橋&中西学&田口隆祐組と6人タッグ王座戦を行い敗北。一日天下に終わった。
- 2月11日、内藤がエルガンを相手にインターコンチネンタル王座戦を行い3度目の防衛に成功。
ヒロムがドラゴン・リーとのIWGPジュニア戦を制し初防衛に成功。
SANADA&EVIL&BUSHI組が棚橋&中西&田口組とのリマッチに成功し、6人タッグ王座を再奪取。第11代王者となった。
- 3月6日、ヒロムが田口とのIWGPジュニア戦を制し2度目の防衛に成功。
- 4月4日、SANADA&EVIL&BUSHI組が棚橋&田口&リコシェ 組と6人タッグ王座戦を行うが敗北。王座を失った。
- 4月9日、ヒロムがKUSHIDAとIWGPジュニア戦を行い、必殺技を二発炸裂させ1分56秒で瞬く間に3カウントを奪取し、衝撃の秒殺勝利。3度目の防衛に成功する。
- 4月29日、ヒロムがリコシェとのIWGPジュニア戦を制し4度目の防衛に成功。
- 5月3日、SANADA&EVIL&BUSHI組が棚橋&田口&リコシェ組とのリマッチに成功し6人タッグ王座を奪取した。
BEST OF THE SUPER Jr.24のAブロックにヒロム、BブロックにBUSHIの出場が発表された。
- 5月31日、ヒロムがBEST OF THE SUPER Jr.24を予選落ちで終わる。
- 6月1日、BUSHIがBEST OF THE SUPER Jr.24を予選落ちで終わる。
- 6月20日、G1 CLIMAX27に内藤、EVIL、SANADAの出場が発表された。
- 6月26日、G1 CLIMAX27のブロック分けが発表され、内藤がAブロック、EVIL、SANADAがBブロックに分けられた。
- 8月11日、内藤がG1 CLIMAX27の優勝決定戦進出を決めた。
- 8月12日、EVIL、SANADAがG1 CLIMAX27を予選落ちで終わる。
- 8月13日、内藤が G1 CLIMAX27 Bブロック1位のケニー・オメガに勝利し、4年ぶり2度目の優勝を果たした。
- 10月9日、内藤が東京ドーム・IWGPヘビー級王座挑戦権利証争奪戦で石井と対戦。これに勝利して権利証を守り抜いた。
EVILがオカダ・カズチカの持つIWGPヘビー級王座に挑戦するも敗北。王座奪取には至らなかった。
- 10月10日、2018年1月4日東京ドーム大会“第1弾”カードとしてオカダvs内藤のIWGPヘビー級選手権が正式に決定した。
BUSHI&ヒロム組がSUPER Jr. TAG TOURNAMENT2017への出場が発表された。
- 10月30日、SUPER Jr. TAG TOURNAMENT2017準決勝戦で YOH&SHOの“ROPPONGI 3K”と対戦し敗北。優勝決定戦進出とはならなかった。
- 11月6日、『WRESTLE KINGDOM 12 in 東京ドーム』の第2弾カードとして、マーティ・スカルvsKUSHIDAvsウィル・オスプレイvs高橋ヒロムの、IWGPジュニアヘビー級選手権試合“4WAY”戦が正式決定した。
- 12月11日、EVIL＆SANADAが『WORLD TAG LEAGUE 2017』を制した。
- 12月12日、来年1月4日（木）『ブシモ 5TH ANNIVERSARY  WRESTLE KINGDOM12 in 東京ドーム』の追加カードとして、EVIL&SANADAがランス・アーチャー&デイビーボーイ・スミスJr.の持つIWGPタッグ王座に挑戦することが正式決定した。
- 12月13日、内藤が2年連続史上5人目の『プロレス大賞』“MVP”を受賞した。
- 12月17日、SANADA&EVIL&BUSHI組がバッドラック・ファレ&タマ・トンガ&タンガ・ロア組と6人タッグ王座戦を行い敗北。王座を失った。

### 2018年
- 1月4日、BUSHIが1分時間差バトルロイヤル ～ニュージャパンランボー～に参戦するも途中で失格となり優勝は逃した。
EVIL＆SANADAがIWGPタッグ王座に挑戦し王座を奪取した。
 ヒロムがIWGPジュニアヘビー級王座に4WAYマッチで挑むも王座奪取とはならなかった。
内藤がIWGPヘビー級王座に挑戦するも敗北。
- 2月6日、EVIL＆SANADAがオカダ&後藤を相手にIWGPタッグ王座戦を行い勝利。初防衛に成功する[8]。
- 2月10日、ヒロムがオスプレイの持つIWGPジュニアヘビー級王座、EVILが後藤洋央紀の持つNEVER無差別級王座、SANADAがオカダ・カズチカの持つIWGPヘビー級王座に挑戦するも敗北。王座奪取とはならなかった。
- 2月20日、EVILが左眼窩底骨折により欠場することが決定した。
- 2月27日、NEW JAPAN CUP2018に内藤とSANADAが出場することが発表された。
- 3月6日、BUSHI&ヒロムがIWGPジュニアタッグ王者の“ROPPONGI 3K”のSHO&YOH組に対して鈴木軍の金丸義信＆エル・デスペラード組と共に3WAY戦で挑戦したが、王座奪取とはならなかった。
- 3月11日、内藤がNEW JAPAN CUP2018一回戦でザック・セイバーJr.と対戦。ザックのタップアウトで敗退。
- 3月18日、SANADAがNEW JAPAN CUP2018準決勝でザック・セイバーJr.と対戦。ザックのタップアウトで敗退。
- 3月30日、EVILが左眼窩底骨折での欠場から復帰。
- 4月1日、BUSHI&ヒロムがIWGPジュニアタッグ王者の金丸＆デスペラードに対して“ROPPONGI 3K”のSHO&YOH組と共に3WAY戦で挑戦するもSHOがデスペラードからピンフォールを奪われタイトル奪取とはならなかった。
- 4月23日、BUSHI&ヒロムが金丸＆デスペラードの持つIWGPジュニアタッグ王座に挑戦するも敗北。タイトル奪取とはならなかった。
- 4月27日、ジェイ・ジャクソンが内藤らメンバーと共に入場。
- 4月29日、EVIL＆SANADAがアーチャー&スミスを相手にIWGPタッグ王座戦を行い勝利。二度目の防衛に成功した。内藤が鈴木みのるの持つIWGPインターコンチネンタル王座に挑戦し勝利。タイトル奪取に成功した。
- 5月7日、BEST OF THE SUPER Jr. 25のAブロックにBUSHI、Bブロックにヒロムがそれぞれ出場することが発表された。
- 6月3日、BUSHIがBEST OF THE SUPER Jr. 25を予選落ちで終わる。
- 6月4日、高橋ヒロムがBEST OF THE SUPER Jr. 25を優勝する。
- 6月9日、内藤がクリス・ジェリコを相手にIWGPインターコンチネンタル王座の初防衛戦を行うも敗北し、タイトルを失った。
EVIL＆SANADAがマット・ジャクソン&ニック・ジャクソンを相手にIWGPタッグ王座防衛戦を行うも敗北し王座を失った。
ヒロムがウィル・オスプレイの持つIWGPジュニアヘビー級王座に挑戦し勝利を収め、タイトル奪取に成功した。
- 6月18日、ヒロムがエル・デスペラードを相手にIWGPジュニアヘビー級王座の初防衛戦を行い勝利。初防衛に成功した。
G1 CLIMAX28のAブロックにEVIL、Bブロックに内藤とSANADAがそれぞれ出場することが発表された。
- 7月7日、EVIL＆SANADAがヤング・バックスの持つIWGPタッグ王座に挑戦するも敗北し、タイトル奪取とはならなかった。
ヒロムがドラゴン・リーを相手にIWGPジュニアヘビー級王座の防衛戦を行い勝利。2度目の防衛に成功するも、投げっぱなしドラゴンドライバーにより首を負傷した[9][10]。
- 8月10日、EVILがG1 CLIMAX28を予選落ちで終わる。
- 8月11日、内藤とSANADAがG1 CLIMAX28を予選落ちで終わる。
- 10月2日、YouTubeの新日本プロレス公式チャンネルにて髙橋ヒロムを除くLOS INGOBERNABLES de JAPONのメンバーが登場し｢新パレハ｣を予告[11]。
- 10月8日、両国国技館大会に新パレハが「X」として入場、マスクを脱ぐと正体は前日にDRAGON GATEを退団したばかりの鷹木信悟だった[12]。
- 12月9日、EVIL＆SANADAがWORLD TAG LEAGUE 2018を優勝して2連覇した[13]。

### 2019年
- 1月4日、レッスルキングダム13で内藤がクリス・ジェリコからIWGPインターコンチネンタル王座を奪取[14]。EVIL&SANADAはIWGPタッグ、BUSHI&鷹木はIWGPジュニアタッグとそれぞれの階級のタッグベルトを奪取した。
- 1月5日、鈴木軍との10人タッグマッチにて、タイチが内藤にブラックメフィストを決めて勝利。試合終了後、エル・デスペラードがBUSHIにピンチェ・ロコ、金丸義信が鷹木にディープインパクト、鈴木みのるがSANADAにゴッチ式パイルドライバー、ザック・セイバーJr.がEVILにザックドライバーと各々フィニッシュホールドを喰らわせ全員をKOする。この結果、2月3日の札幌大会にて鈴木軍との3大タイトルマッチが決定した。
- 2月3日、北海きたえーる大会にて内藤とタイチのIWGPインターコンチネンタル選手権、EVIL&SANADAと鈴木&ザックのIWGPタッグ選手権、BUSHI&鷹木と金丸&デスペラードのIWGPジュニアタッグ選手権の3大タイルマッチが行われ、全メンバーが初防衛に成功。
- 2月23日、後楽園ホール大会にてEVIL&SANADAがG.o.D（タマ・トンガ＆タンガ・ロア）を相手にIWGPタッグ選手権を行うもに敗北。王座陥落となった。
- 3月6日、旗揚げ記念日にて、SHO＆YOHのROPPONGI 3Kを相手にIWGPジュニアタッグ選手権を行うも敗北。王座陥落となった。
- 3月、NEW JAPAN CUP 2019に内藤、EVIL、SANADAがエントリー。内藤は飯伏幸太に、EVILはザック・セイバーJr.に敗北し、1回戦敗退となるが、唯一SANADAが初の決勝戦に進出。
- 3月24日、SANADAがNEW JAPAN CUP 2019決勝戦にてオカダ・カズチカと対戦するも敗北。準優勝となった。
- 4月6日（現地時間）、マディソンスクエアガーデン大会に参戦。第0試合のHONORランボーにBUSHI、鷹木が出場。BUSHIは2番目、鷹木は6番目に退場した。第6試合のIWGPタッグ＆ROH世界タッグ ダブル選手権試合 4WAYマッチに前IWGPタッグ王者組のEVIL&SANADAが出場。試合はG.o.Dが勝利し、王座奪還とはならなかった。第8試合にて内藤はNJC1回戦で敗れた飯伏幸太を相手にIWGPインターコンチネンタル王座の防衛戦を行うが、最後は飯伏のカミゴェを喰らい敗北。王座陥落となった。
- 4月20日、愛知県体育館大会にて、IWGPインターコンチネンタル王座の初防衛を行った飯伏の前に前王者の内藤が登壇。あくまでもリマッチではなく、「立候補」として挑戦をアピールした。
- 4月26日、広島グリーンアリーナ大会メインイベントにて、IWGPジュニアタッグ選手権試合が行われ、BUSHI&鷹木がリマッチを行うも、最後はBUSHIがYOHのドラゴンスープレックスホールドでピンフォール負けを喫する。
- 5月4日、SANADAがオカダ・カズチカの保持するIWGPヘビー級王座に挑戦するも、敗北。また、EVILが石井智宏と3年ぶりのシングルマッチを行うも敗北した。
- 5月、BEST OF THE SUPER Jr.26にBUSHI、鷹木が出場。BUSHIは5勝4敗と好成績を残すも、リーグ戦敗退。鷹木は9勝負けなしで優勝決定戦に進出。
- 6月5日、両国国技館にてBEST OF THE SUPER Jr.26 優勝決定戦にて鷹木がウィル・オスプレイと対戦。33分もの死闘となり、最後はオスプレイのストームブレイカーで敗北。全勝優勝とはならなかった。
- 6月9日、内藤が飯伏からIWGPインターコンチネンタル王座の奪還に成功する。EVIL&SANADAはIWGPタッグ王者組のG.o.Dにリマッチを挑むが、EVILが丸め込みでフォール負けを喫し、王座奪還とはならなかった。また、鷹木信悟が小島聡とのシングルマッチに勝利、試合終了後、「G1に俺を出せ！」とG1 CLIMAX出場をアピールした。
- 7月、G1 CLIMAX 29に内藤、EVIL、SANADA、鷹木が出場。EVIL、SANADA、鷹木は4勝5敗でリーグ戦敗退。内藤は6勝3敗だが、最終公式戦でジェイ・ホワイトに敗北したため、優勝決定戦進出とはならなかった。また、SANADAがリーグ7戦目でオカダ・カズチカに勝利。7度目のシングルマッチで初勝利を挙げた。
- 9月22日、神戸ワールド記念ホール大会にて、内藤がジェイ・ホワイト相手に防衛戦を行うも敗北。王座陥落となった。また、鷹木が後藤洋央紀とシングルマッチを行うも敗北する。
- 10月14日、両国国技館大会にて、SANADAがIWGPヘビー級王座に挑戦。王者オカダを追い込むも、敗北。そしてG1優勝者の飯伏に直接勝利したEVILが挑戦権利証を懸けて対戦するも敗北した。
- 11月3日、大阪大会にて内藤がG1公式戦で負けたタイチとシングルマッチで激突。掟破りのブラックメフィストからデスティーノで勝利した。そして、インターコンチネンタル王座を防衛したジェイ・ホワイトの前に現れ、次期挑戦者に名乗り出た。
- 同じく11月3日、大阪大会にて、BUSHIがウィル・オスプレイの持つIWGPジュニアヘビー級王座に挑戦するも敗北した。試合終了後、バックスクリーンにカウントダウンが表示され、0と同時に欠場中だった高橋ヒロムが登場。IWGPジュニアヘビー級王座挑戦を表明した。
- 11月、WORLD TAG LEAGUE 2019にて、EVIL&SANADAが3連覇を目指すも、ジュース・ロビンソン＆デビッド・フィンレー組に敗北し、準優勝となった。

### 2020年
- 1月4日、東京ドーム2連戦初日、内藤がIWGPインターコンチネンタル選手権試合にて、ジェイ・ホワイトに勝利。中邑真輔と並ぶ5度目の戴冠を果たす。この結果、翌5日のIWGPヘビー級王座とのダブル選手権試合に進出を決めた。復帰した高橋ヒロムはウィル・オスプレイとのIWGPジュニアヘビー級選手権試合に勝利。第86代王者となった。
- 1月5日、東京ドーム2連戦2日目、IWGPヘビー級王者オカダ・カズチカとのダブル選手権試合に勝利。IWGPヘビー級王座とIWGPインターコンチネンタル王座の2冠王者という史上初の偉業を成し遂げた。また、ドーム初の「デ・ハ・ポン」コールを行う直前にKENTAに乱入され、go2sleepでKOされる。
- 同じく1月5日、第0試合にて行われたNEVER無差別級6人タッグ選手権試合 ガントレットマッチにEVIL&BUSHI&鷹木が登場。最後まで勝ち残り、王者組から勝利。第20代王者となった。新IWGPジュニアヘビー級王者となった高橋ヒロムは獣神サンダー・ライガー引退試合にて、リュウ・リーとタッグを組む。そして最後は自らがライガーからフォール勝ちを収めた。SANADAはザック・セイバーJr.の持つブリティッシュヘビー級王座に挑戦。オコーナーブリッジで丸め込もうとするも、ヨーロピアンクラッチでフォールを奪われ、王座戴冠とはならなかった。
- 1月6日、大田区総合体育館大会にて、内藤＆SANADAがKENTA&ジェイ・ホワイトとタッグで対戦。また、EVIL&鷹木が後藤洋央紀&石井智宏とタッグで対戦。この結果、北海きたえーる大会にて石井vsEVIL、後藤vs鷹木のNEVER無差別級選手権試合、2月9日の大阪城ホールにてジェイvsSANADA、内藤vsKENTAの2冠戦が決定した。また、ヒロムのIWGPジュニアヘビー級王座初防衛戦の相手はリュウ・リーに決定した。
- 2月1日、EVILは石井とのシングルマッチに敗北、鷹木は後藤とのNEVER無差別級選手権試合に勝利した。鷹木は史上初NEVER2冠王者になった。
- 2月9日、SANADAはジェイとの初シングルを闘うも、最後はブレードランナーに敗れた。ヒロムはリュウ・リーからIWGPジュニアヘビー級王座を防衛した。そして2冠王者内藤はKENTAとの死闘を制し、2冠王座防衛に成功する。試合後、ジュニア王座を防衛したヒロムが内藤と旗揚げ記念日大会にて師弟対決を行うことを提案。これにより、2冠王者内藤とジュニアヘビー級王者ヒロムのシングルマッチが決定したが、新型コロナウイルス感染症の世界的流行により、シリーズ全大会が中止になり、師弟対決は幻となってしまった。
- 6月、新日本プロレスが大会を再開。中止となったNEW JAPAN CUP 2020の開催が決定。内藤以外の5人がエントリーした。
- 7月11日、「NEW JAPAN CUP 2020」大阪大会にて行われたトーナメント決勝戦にEVILが進出し、オカダと対戦する。試合はBULLET CLUBの乱入など反則攻撃を駆使してEVILが勝利し、優勝を果たす。試合後、翌日12日の対戦相手となる内藤を呼び込み攻撃、さらに試合にも介入したBULLET CLUBと結託し、L・I・Jを事実上脱退した[15]。チーム結成にして2人目(1人目はジェイ・リーサル)の脱退者となった。
- 7月12日、EVILが乱入してきたディック東郷のアシストで内藤から勝利。IWGPヘビー級王座、IWGPインターコンチネンタル王座初戴冠となった。試合後、高橋ヒロムが次期挑戦者に名乗りを上げた。
- 7月25日、愛知県体育館にてヒロムがEVILに挑戦するも敗北。さらには石森太二のブラディークロスを喰らってしまった。そして、前2冠王者の内藤がEVILの前に現れ、次期挑戦に名乗り出る。
- 25日の結果を受け、8月29日に行われる明治神宮野球場大会にて、内藤とEVILのIWGP2冠戦、ヒロムと石森のIWGPジュニアヘビー級選手権が決定した。また、EVIL＆鷹木＆BUSHI組の保持していたNEVER無差別級6人タッグ王座が正式に返上となった。

### 2022年
- 10月10日に行われた両国国技館大会のUNITED EMPIREとの試合中にCMLLのティタンが乱入。劣勢を救った後L・I・J入りを直訴。それに内藤らが応じティタンが6人目のメンバーとなった[16]。

### 2023年
- 3月17日、NEW JAPAN CUP後楽園大会にて、SANADAが内藤との同門対決に勝利した直後、マイクでL・I・J離脱とJust 4 Guys（Just 5 Guys）に加入することを明かした[17]。
- 5月3日、海外遠征中の辻陽太がレスリングどんたく2023のメインイベントに登場、IWGP世界ヘビー級王座を防衛した後のSANADAをスピアーで襲撃し同王座挑戦をアピール。この際、L・I・Jを意識するようなポージングも見せる。
- 6月3日、凱旋試合とIWGP世界ヘビー級王座挑戦を翌日に控えた辻が前日会見中にL・I・Jに加入した[18]。
- 8月13日、内藤がG1 CLIMAX2連覇中のオカダを破り6年ぶりに3度目の優勝を果たす。

### 2024年
- 1月4日、東京ドーム大会のメインで内藤がSANADAに勝利しIWGP世界ヘビー級王座を戴冠。試合後に乱入してきたEVILと東郷に襲撃されるもSANADAのアシストもあり撃退に成功、東京ドームメインイベントでの「デ・ハ・ポン！」の大合唱を4年越しに実現させた[19]。

### 2025年
- 5月4日、内藤、BUSHIが新日本プロレス退団のため、ロス・インゴベルナブレス・デ・ハポンは解散という形でピリオドを打った。新日本プロレスに留まった高橋、鷹木、辻は無所属[20]となった。
- 6月5日、内藤の公式ブログにて「LOS INGOBERNABLES de JAPON」の名称の権利が内藤とBUSHIにないため、今後は使用できないことを公表した[21]。
- 6月6日、BUSHIのXにて2人のユニット名が「LOS TRANQUILOS de JAPON（ロス・トランキーロス・デ・ハポン）」に決まったことを発表[22]。
- 6月20日（日本時間21日）、新日本プロレスとCMLLの合同興行「ファンタスティカマニア　メキシコ2025」がメキシコ・アレナメヒコで行われ、高橋、鷹木、辻、ティタンが出場。試合後に4人がリング上に集結し、マイクを握ったティタンによる最後の「デ・ハ・ポン!」の大合唱をもって、ロス・インゴベルナブレス・デ・ハポンの活動が完全に終了した[23]。

## 最終メンバー（解散時）
- 内藤哲也（結成 - 2025年5月4日 退団のため脱退）（リーダー）
- BUSHI（結成 - 2025年5月4日 退団のため脱退）
- 高橋ヒロム（2016年12月10日 - 2025年5月4日 脱退）
- 鷹木信悟（2018年10月8日 - 2025年5月4日 脱退）
- ティタン （2022年10月10日 - 2025年5月4日 脱退）
- 辻陽太（2023年6月3日 - 2025年5月4日 脱退）

## サポートメンバー
- ルーシュ（ロス・インゴベルナブレス）
- エル・テリブレ（ロス・インゴベルナブレス）
- パニッシャー・マルティネス（2017年2月26日）
- YAMATO（DRAGON GATE）
- 越中詩郎（2022年5月1日）
- サンドカン・ジュニア（CMLL）
- 岩谷麻優（スターダム）
- 坂崎ユカ（AEW）

## 他競技のメンバー
- 岩本輝雄（元サッカー日本代表）
- ジェイ・ジャクソン（当時広島東洋カープ）
- スラィリー（広島東洋カープマスコットキャラクター）
- 植田直通（鹿島アントラーズ）
- しかお（鹿島アントラーズマスコットキャラクター）

## 元メンバー
- EVIL（結成 - 2020年7月11日 脱退）（BULLET CLUBに加入）（HOUSE OF TORTUREを結成）
- ジェイ・リーサル（2016年2月20日 - 8月20日 追放）[24]
- SANADA（2016年4月10日 - 2023年3月17日 脱退）（Just 5 Guysに加入）

## タイトル歴
以下はロス・インゴベルナブレス・デ・ハポンに所属している期間内でのメンバーの獲得タイトルを列挙する。
内藤哲也
- IWGP世界ヘビー級王座（第8・10代）
- IWGPヘビー級王座（第64・70・72代）
- IWGPインターコンチネンタル王座（第15・18・20・22・24・26代）
- IWGPタッグ王座（第90・107代 パートナーはSANADA→高橋ヒロム）
- NEW JAPAN CUP優勝（2016年）
- G1 CLIMAX優勝（2017年・2023年）
- WORLD TAG LEAGUE優勝（2024年 パートナーは高橋ヒロム）
- プロレス大賞 最優秀選手賞（2016年度、17年度、20年度、23年度）
- プロレス大賞 技能賞（2018年度）
- プロレス大賞 年間最高試合賞（2020年度）

BUSHI
- CMLL世界ウェルター級王座（第30代）
- IWGPジュニアヘビー級王座（第74代）
- IWGPジュニアタッグ王座（第58代 パートナーは鷹木信悟）
- NEVER無差別級6人タッグ王座（第9・11・13・20・28代 パートナーはSANADA&EVIL→EVIL&鷹木信悟→辻陽太&高橋ヒロム）
- 軍団対抗タッグトーナメント優勝（2025年 パートナーはティタン）

高橋ヒロム
- IWGPジュニアヘビー級王座（第76・81・86・88・93代）
- IWGPタッグ王座（第107代 パートナーは内藤哲也）
- アイアンマンヘビーメタル級王座（第1584・1587・1589代）
- NEVER無差別級6人タッグ王座（第28代 パートナーは辻陽太&BUSHI）
- BEST OF THE SUPER Jr.優勝（2018年・2020年・2021年・2022年）
- WORLD TAG LEAGUE優勝（2024年 パートナーは内藤哲也）
- プロレス大賞 敢闘賞（2020年度）
- プロレス大賞 殊勲賞（2023年度）
- 日本インディー大賞 ベストバウト（2023年度）

鷹木信悟
- IWGP世界ヘビー級王座（第3代）
- NEVER無差別級王座（第29・31・41・44・46代）
- IWGPジュニアタッグ王座（第58代 パートナーはBUSHI）
- NEVER無差別級6人タッグ王座（第20代 パートナーはEVIL&BUSHI）
- KOPW2022王者（第4代）
- KOPW2023王者（初代）
- プロレス大賞 最優秀選手賞（2021年度）

ティタン
- CMLL世界ウェルター級王座（第34代）
- 軍団対抗タッグトーナメント優勝（2025年 パートナーはBUSHI）

辻陽太
- IWGP GLOBALヘビー級王座（第4代）
- NEVER無差別級6人タッグ王座（第28代 パートナーはBUSHI&高橋ヒロム）
- NEW JAPAN CUP優勝（2024年）
- プロレス大賞 年間最高試合賞（2024年度）

## 作品

### CD
- 「LOS INGOBERNABLES de JAPON」（2017年11月29日、キングレコード）[25]